# Aeropuerto Internacional de Al Ain
El Aeropuerto Internacional de Al Ain (IATA: AAN, OACI: OMAL) (en árabe مطار العين الدولي; Matar al-Ayn ad-Dowaly) es un aeropuerto ubicado en Al Ain, Emiratos Árabes Unidos.

## Aerolíneas y destinos
- Air India Express (Cochin, Calcuta)
- Ariana Afghan Airlines (Kabul)
- Pakistan International Airlines (Karachi)
- Royal Jordanian (Amán)
- Shaheen Air International (Karachi, Peshawar, Doha)
- Sudan Airways (Jartum)